# Chrétien Urhan
Chrétien Urhan, baptisé Christian Urhan, (° 16 février 1790 à Montjoie - † 2 novembre 1845 à Belleville) est un violoniste, altiste, organiste, compositeur et joueur de viole d'amour français.

## Biographie
Urhan naît en 1790 à Montjoie, ville allemande près d'Aix-la-Chapelle, annexée cinq ans plus tard à la France. C'est son père qui lui donne ses premières leçons de violon. Aidé par la famille von Scheibler, fabricants de mouchoirs et musiciens amateurs de Montjoie, il commence par jouer dans la région. Remarqué en 1804 par l'impératrice Joséphine aux thermes d'Aix-la-Chapelle alors qu'il remplaçait un violoniste dans La Création de Haydn, celle-ci l'envoie travailler à Paris auprès de Jean-François Lesueur, maître de la chapelle des Tuileries. Il profite également de cours de Habeneck, Kreutzer et Rode. En 1806, il intègre la chapelle impériale comme violoniste surnuméraire puis en tant qu'organiste en 1810.
En 1816, il entre à l'Opéra de Paris comme alto solo, puis est nommé violon solo en 1825 après le départ de Pierre Baillot. Il joue également à la Société des concerts du Conservatoire, utilisant un violon auquel il avait rajouté une corde d’ut, disposant ainsi sur le même instrument des tessitures de l'alto et du violon réunies.
Profondément catholique, il est également à partir de 1827 le titulaire de l'orgue de l'église Saint-Vincent-de-Paul à Paris, poste qu'il assurera jusqu'à sa mort. Il y rencontre d'ailleurs le jeune Franz Liszt avec lequel il joue de la musique de chambre. C'est ainsi que le dimanche 5 janvier 1834, Urhan et Liszt jouent la Sonate à Kreutzer de Beethoven pendant la messe. Cette amitié de Liszt avec Urhan, connu pour la grande austérité de son train de vie n'est peut-être pas sans lien avec les élans mystiques du pianiste hongrois et à son ordination, qui surviendra certes bien plus tard, en 1865.
À la demande de François-Joseph Fétis, il joue en 1832 et 1833, la viole d'amour, aux « Concerts historiques », organisés par celui-ci. En 1834, Berlioz confie à Urhan la partie d'alto solo pour la création d'Harold en Italie, partition originellement destinée à Niccolò Paganini. Le concert qui a lieu le 23 novembre de cette même année est un succès, même si la direction de Narcisse Girard est vivement critiquée par Berlioz dans ses Mémoires.
Meyerbeer composera pour lui la partie solo de viole d'amour dans son opéra Les Huguenots. Ernest Legouvé raconte à cette occasion dans ses mémoires qu'Urhan demanda à l'archevêque de Paris une dérogation pour pouvoir jouer cette œuvre (ainsi que pour d'autres telles Orphée, La Vestale, Guillaume Tell…) à la limite de l'hérésie et jouait dos à la scène, pour ne pas en apercevoir les décors et les costumes.
En 1845, Chrétien Urhan meurt à Belleville, alors ville distincte de la capitale. Célébrité parisienne, son nom figurait sur les listes d'invitations de l'inauguration après restauration du grand orgue de Saint-Sulpice, le 22 janvier 1846.

## Compositions
Voici quelques-unes des nombreuses et diverses pièces (surtout de la musique de chambre) composées par Chrétien Urhan. 
- Trois grandes Walzes pour piano-forte (N. Simrock, Bonn, 1804)
- Deux Quintettes romantiques pour 2 violons, 2 altos et violoncelle, dédiés à Baillot et Victor Hugo
- Trois Duos romantiques pour piano à 4 mains
- La cantate Les Champs de repos